# 得能文
得能 文（とくのう ぶん、1866年10月5日（慶応2年8月27日） - 1945年（昭和20年）2月8日）は、日本の哲学者。
越中国（現富山県）生まれ。1892年東京大学文科大学哲学科選科修了。第四高等学校、東洋大学、日本大学、東京帝国大学講師、東京高等師範学校教授。1927年定年。

## 著書
- 『上杉謙信』裳華書房 偉人史叢 1898
- 『最究竟者』大村書店 1927
- 『現今の哲学問題』第一書房 1928
- 『浅人零語』第一書房 1928
- 『哲学講話』第一書房 1930
- 『高等教育哲学概説』高階順治共著　東洋図書 1932
- 『哲学概論』第一書房 1933
- 『感想と回顧沈黙の疑問』第一書房 1935
- 『現代中等修身教授必携』東京開成館 1935
- 『真理の追求』第一書房 1935
- 『哲学汎論』中和会事務所 1935
- 『現代中等修身実業学校用教授必携』東京開成館 1938
- 『人生読本 春夏秋冬』今哲朗編　第一書房 1938
- 『さびしき心』第一書房 1941
- 『生活と哲学 現今の哲学問題』第二書房 1949

### 翻訳など
- オイケン『精神生活の哲学』弘道館 1913
- 『仏説四十二章経・仏遺教経』訳註 岩波文庫 1936

### 記念論集
- 『哲学論文集 得能博士還暦記念』田辺重三等編　岩波書店 1927

## 参考
- 『日本近代文学大事典』講談社、1984